# 彩绘人物故事漆屏
彩绘人物故事漆屏是中国北魏时期的艺术珍品，1965年11月出土于山西省大同市的司马金龙墓，是中华人民共和国国家一级文物，2002年被列入禁止出国（境）展览文物名单。现藏大同市博物馆。

## 来历和出土情况
据《魏书》记载，司马金龙是晋宣帝司马懿胞弟东武城侯司马馗的九世孙。其父司马楚之于泰常四年（419年）归附北魏，封琅琊王，司马金龙乃司马楚之尚诸王女河内公主所生，後袭父爵，为“使持节侍中镇西大将军吏部尚书羽真司空冀州刺史琅琊康王”。司马金龙墓为司马金龙与妻钦文姬辰的合葬墓，位于大同市城东十五里的石家寨村西南。1965－1966年，大同市博物馆对墓葬进行了发掘。根据出土墓志，司马金龙卒于太和八年（484年），钦文姬辰是太尉侍中陇西王直懃贺豆跋之女，贺豆跋即北魏大将源贺。钦文姬辰卒於延兴四年（474年）。
司马金龙墓早年曾经被盗，但仍发现大量文物。漆屏风出土时，较完整的有五块，原本两面皆有画面，出土时向下的一面由于腐蚀严重，已难于分辨，向上的一面则保存较好。同时出土的还有用于插立屏风的石雕屏趺四件，每件边长约32厘米，高6.5厘米，雕刻精美，但为佛教题材，与漆屏彩绘内容并无关联。

## 形制和内容

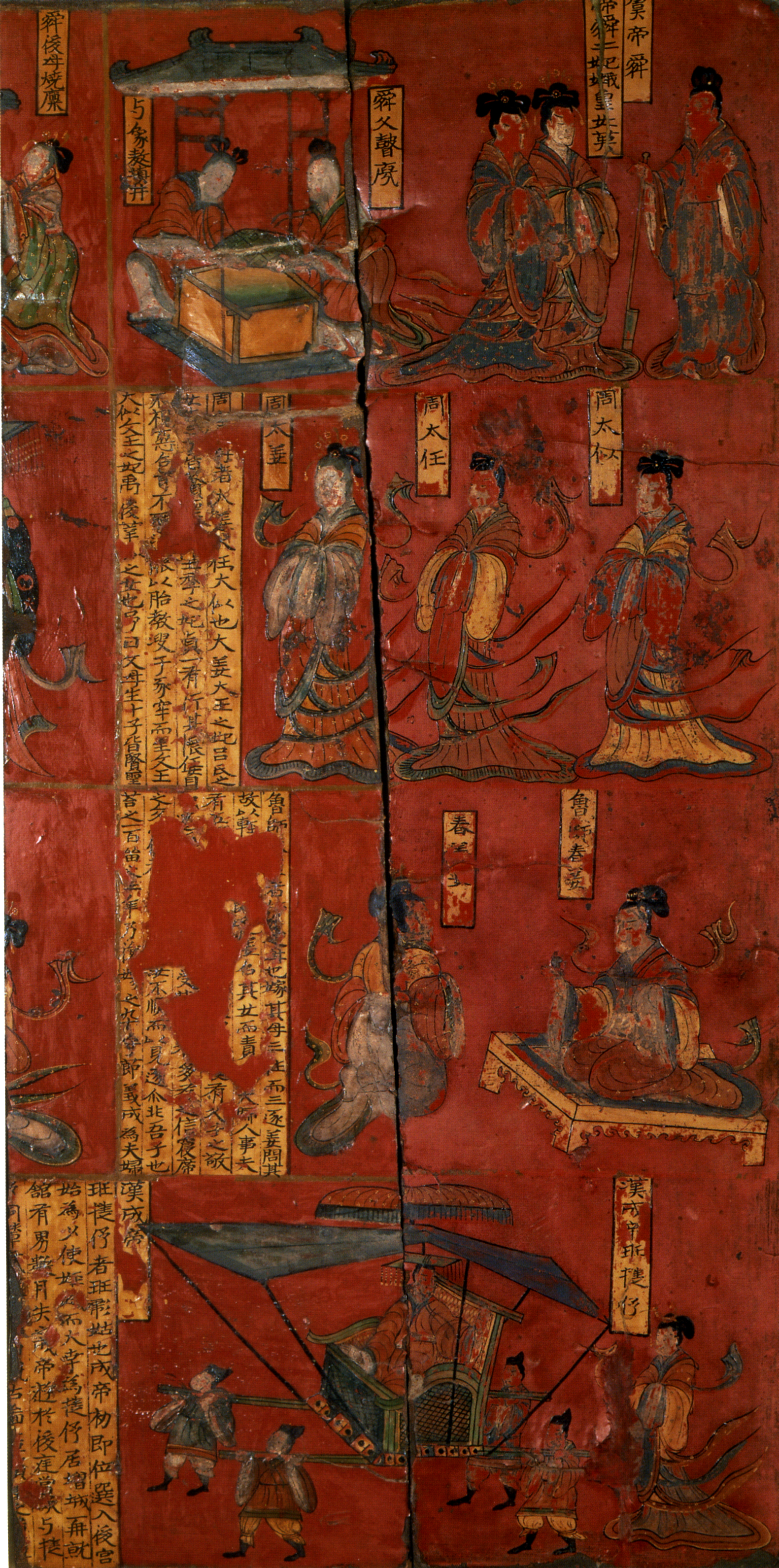
彩绘人物故事漆屏

漆屏每块长约80厘米，宽约20厘米，厚约2.5厘米。为木板制成，先将双面遍髹朱漆然后作画，人物用黑色作铁线描，脸和手涂铅白，服饰、器具则以黄白、青绿、橙红、灰蓝等颜色渲染，并以黄墨为底，用黑墨书写榜题和题记。
当时的绘画题材，可分为三类，一为经史故事，二为风俗现状，三为神怪祥瑞。王室士族尤其注重经史故事的传写，以行劝诫与教化之功用。因此士人画家的人物画中，尤以此类内容为多。屏风又特别适合表现传统的先贤、列女、孝子之类的系列题材。彩绘人物故事漆屏描绘即是列女故事，故事多出自西汉刘向编撰的《列女传》。
漆屏的图像至今尚未全部刊布。左图示为尚能拼合的第一、第二块向上的一面，画面以栏界分隔为四层：
第一层有五个人物，其中有帝舜父“瞽叟”、娥皇、女英和帝舜本人，表現帝舜恪守孝道的故事，見《史记·五帝本纪》和《列女傳·母儀傳·有虞二妃》；
第二层有三个人物，为周太王古公亶父之妃太姜、周文王之母太任和周武王之母太姒的立像，其事见《列女傳·母儀傳·周室三母》；
第三层有两个人物，为鲁师春姜及春姜女像，其事见《列女傳·母儀傳·鲁之母师》；
第四层有六个人物，为班婕妤辞与汉成帝同乘御辇故事，画中的汉成帝坐在高篷大辇之上，回首注视，脚夫四名，抬辇行进，班婕妤随后步行，其事见《汉书·外戚传》和《续列女传》。
其余漆屏的内容见于《列女传》的还有《仁智传》中的《孙叔敖母》和《卫灵夫人》，《贞顺传》中的《蔡人之妻》和《黎庄夫人》等。

## 艺术价值
司马金龙墓“彩绘人物故事”漆屏，所绘故事的选材承袭了汉代以降用历史人物故事喻世教民的传统，题记或直接节录史传文字，墨书风格也明显浸润着东晋以来士人的书法意趣。画中人物的仪态风神与东晋画家顾恺之的《女史箴图》、《列女仁智图》等作品颇有相似。顾恺之生活的年代早于本作数十年，其画风和技法在其后直至南北朝皆传承有绪，司马金龙墓漆屏便显示了这种传承，太和年间南北的通好更为双方的文化交流提供了方便。

## 畫廊

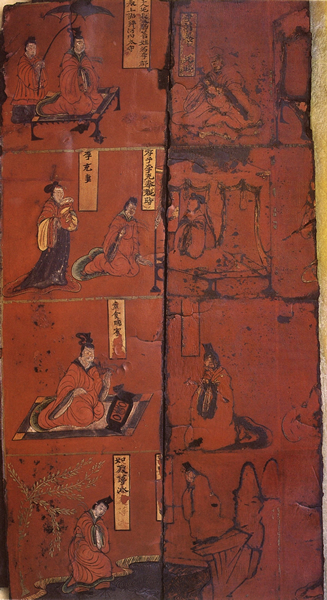
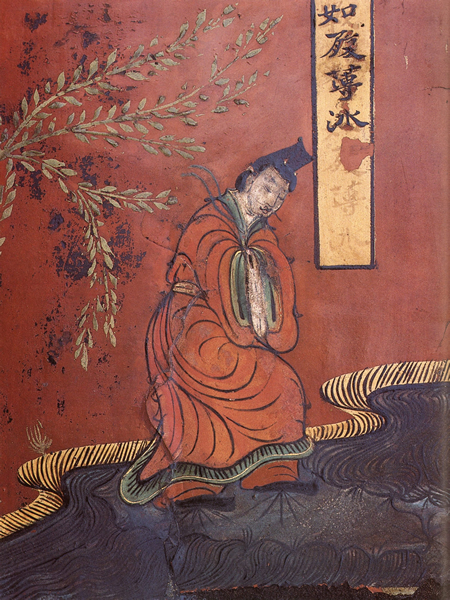
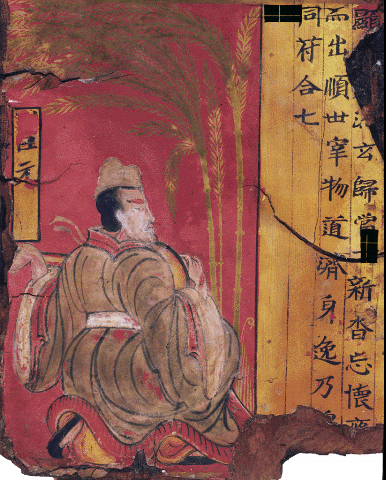
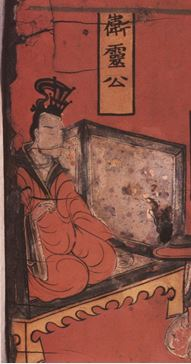
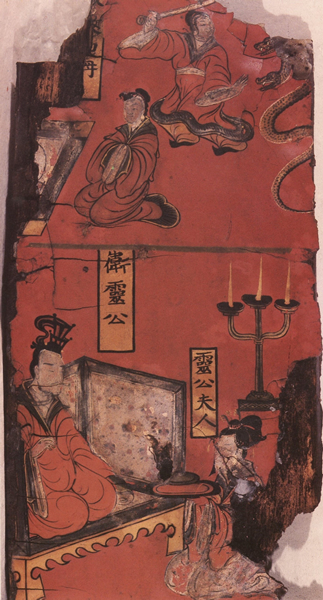
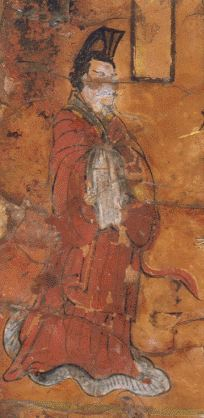
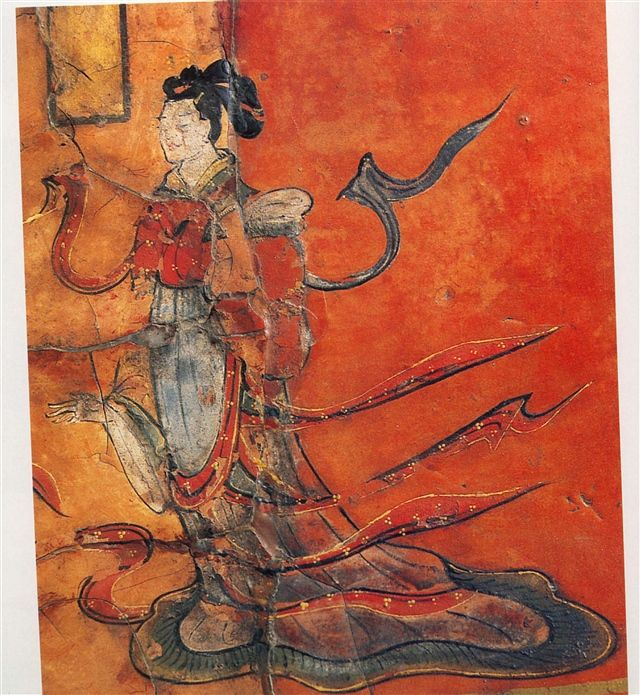
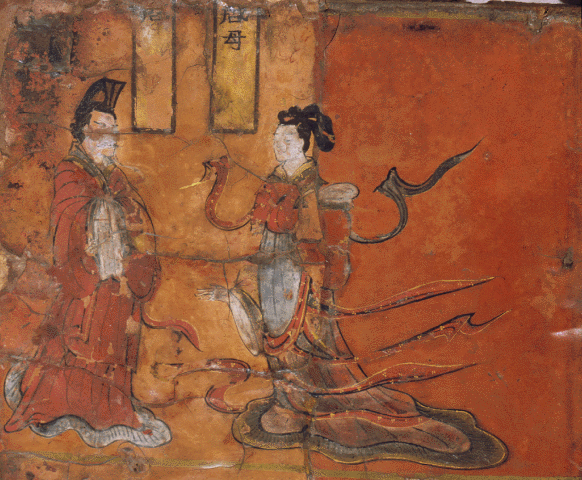
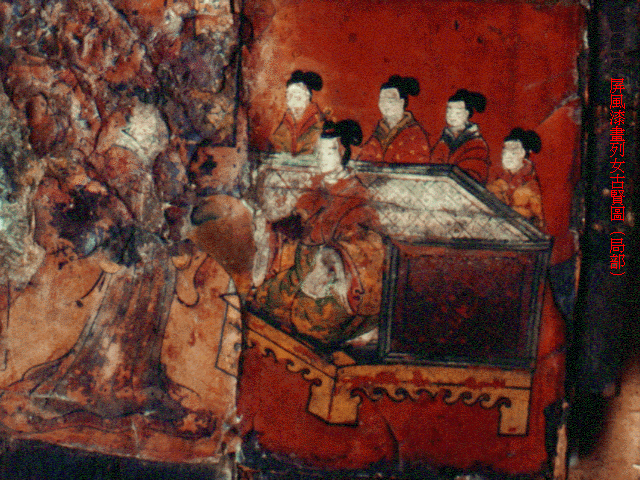
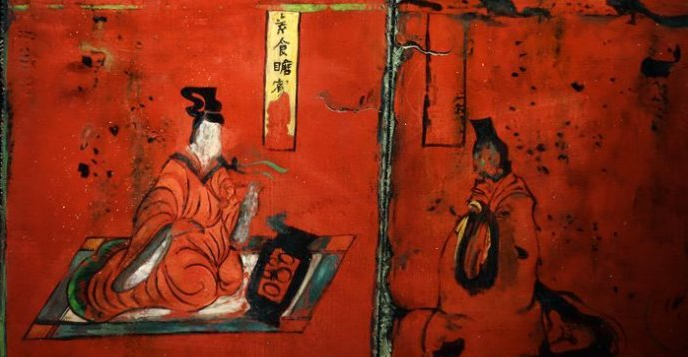
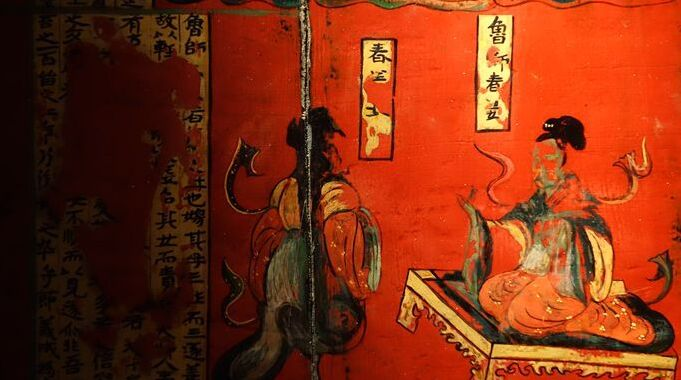
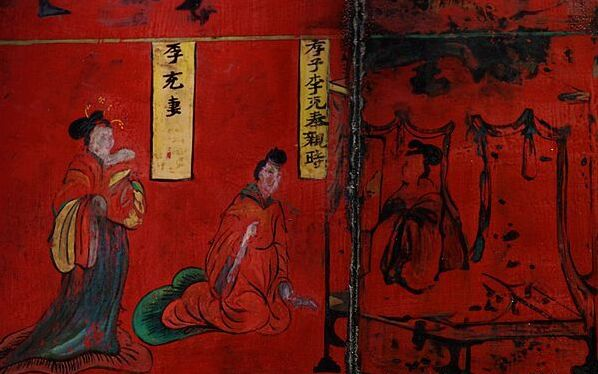
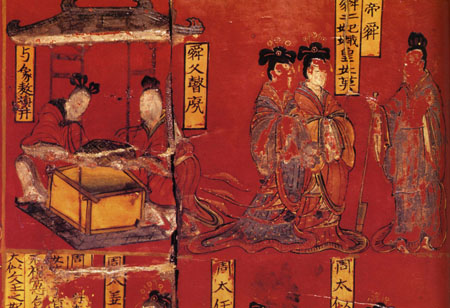
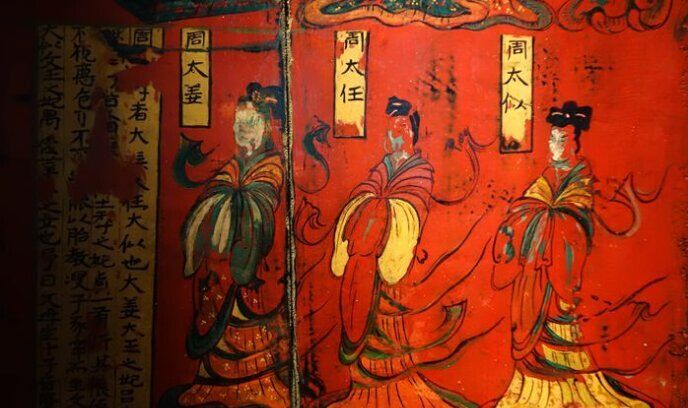
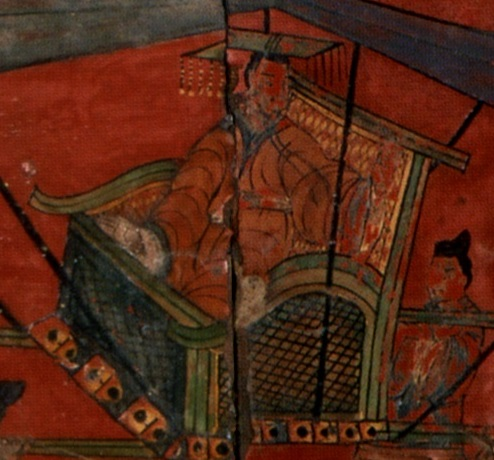
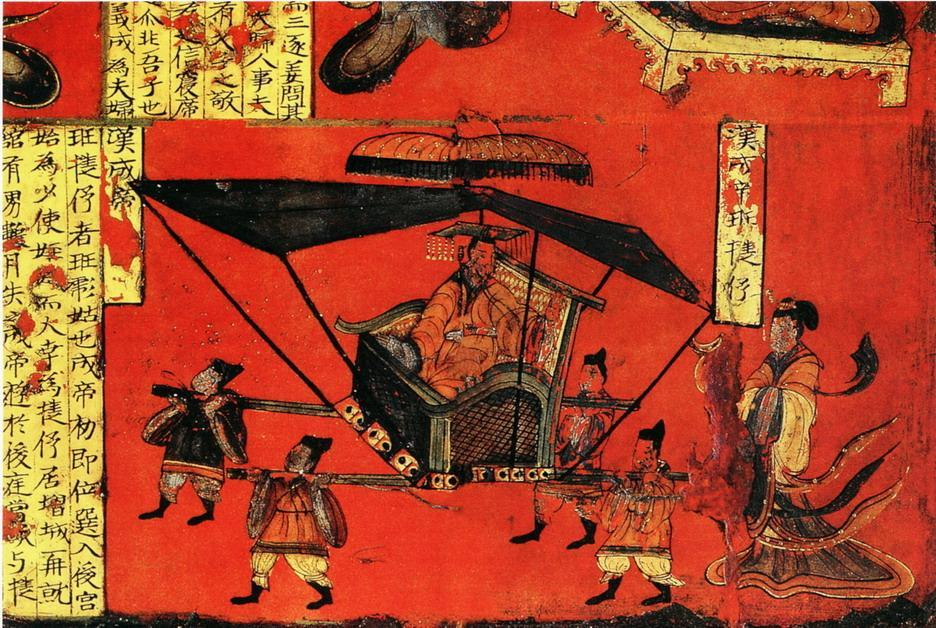